# Hwasong-15
Hwasong-15 je interkontinentalni balistički projektil (ICBM) koji se trenutno razvija u Sjevernoj Koreji. Kao i sve sjevernokorejske balističke rakete, nazvana je po Marsu (korejski: Hwasong). Od američke strane dobila je oznaku KN-22.

## Probni let
Prvi probni let obavljen je bez prethodne najave 28.studenoga 2017. Raketa je dosegla visinu od oko 4.500 km, a zatim je sletjela oko 960 km dalje u Japansko more.  Prema izračunima, ovo je ICBM najvećeg dometa koji posjeduje Sjeverna Koreja. Prema američkom ministru obrane, mogao bi pogoditi cijelo sjevernoameričko kopno.

## Razvoj
Izvana, Hwasong-15 svojim kompaktnim dizajnom podsjeća na američki Titan (interkontinentalni balistički projektil). Obje rakete koriste dvije mlaznice motora u prvom stupnju. Za razliku od prethodnih sjevernokorejskih ICBM Hwasong-13 i Hwasong-14, ovo je prvi ICBM s dvostrukim mlaznim motorom. Stoga se ne čini da je prva faza jednostavna evolucija Hwasong-14.
Malo se zna o drugom stupnju, ali se smatra da ima znatno veće opterećenje gorivom od Hwasong-14 i dizajn s četiri mlaza.

Za prijevoz Hwasong-15 koristi se produženi devetosovinski transportni kamion WS51200 iz kojeg se također može podići projektil. Nije jasno je li prikladan za lansiranje rakete. Hwasong-12 i Hwasong-14 transportiraju su i mogu se lansirati iz varijante s osam osovina. Nasljednik Hwasong-15 je Hwasong-17, koji ima još veći domet i prvi put je predstavljen 2020. godine. 
- Hwasong-15
- Hwasong-15 transporter